# Výstaviště Lysá nad Labem
Výstaviště Lysá nad Labem je výstavní areál ve městě Lysá nad Labem. Celý areál slouží pro potřeby výstav, veletrhů, přehlídek, sportovních akcí, plesů, koncertů a jiných kulturně-společenských setkání.

## Historie
Počátek historie Výstaviště Lysá nad Labem klademe do roku 1994, kdy vzniká na místě staré zahrady zvané Měšťanova v Masarykově ulici první výstavní hala. Jedná se o dnešní halu B, rozkládající se na 2160 m². Společně s touto halou je vystavěna i vstupní hala s dominantou výstavního areálu, dvoupatrovou vyhlídkovou věží.
Slavnostní otevření výstaviště se konalo v září roku 1994. Součástí slavnostního programu byl i koncert skupiny Yo Yo Band a akce "Videostop na cestách" s moderátorem Janem Rosákem.
V období mezi 23. až 25. září 1994 se uskutečnila v areálu první výstavní akce a to sice veletrh koní a všeho, co k nim patří, Kůň 94. Součástí tohoto veletrhu byla i přehlídka ušlechtilých plemen a chovů - českomoravský belgický hafling, norický kůň, arabský kůň, český a slovenský teplokrevník, starokladrubský vraník i bělouš, pony a mnoho dalších.
V prvním roce existence výstaviště došlo k uskutečnění výstav Kůň, podzimní Zemědělec a Polabské vánoční trhy (Mikulášské, Stříbrné a Zlaté trhy).
Historickou událostí z pohledu dějin výstavního areálu se stalo konání mezinárodní výstavy myslivosti, rybářství a včelařství, Natura Viva 2000 na zdejším výstavišti. Akce proběhla ve dnech 25. května až 4. června 2000. Kromě prezentace českých a zahraničních výrobců podnikajících v oblasti lesnictví, myslivosti, rybářství, včelařství a zahrádkářství doprovodila výstavu i expozice významných mysliveckých trofejí získaných v tuzemských a zahraničních honitbách. Počet vystavených trofejí se pohyboval kolem 2000. Jednalo se o první akci tohoto druhu na území České republiky.
I pro potřeby tohoto rozsáhlého mezinárodního projektu, došlo v roce 1999 k rozšíření vnitřních výstavních ploch o 5100 m². Tohoto cíle bylo dosaženo výstavbou nové dvoupodlažní haly A. Tato hala je pro veřejnost otevřena při příležitosti zahájení 6. ročníku mezinárodní výstavy Kůň, dne 24. září 1999. Součástí této výstavní budovy je i reprezentativní sál, nacházející se v prvním patře. V prostorách tohoto sálu se kromě výstav pořádají i nejrůznější kulturně - společenské události, především plesy.
V roce 2013 dochází k dalšímu rozvoji výstavního areálu. Výstaviště rozšiřuje velikost svých výstavních ploch o prostory bývalé Vackovy továrny. Na místě této zaniklé továrny na patentní pluhy je vybudována multifunkční výstavní hala C. V rámci této novostavby vzniká i prosklená vstupní hala s restaurací a zasedací místnosti situované v patře uvnitř haly. Nejmodernější hala v celém areálu je uvedena do provozu 20. září 2013 v rámci zahájení jubilejního 20. ročníku mezinárodní výstavy Kůň 2013. Slavnostní otevření nového objektu vrcholí večerní koňskou galashow. Všechny výstavní objekty (hala A, B, i C) jsou tak veřejnosti otevřeny symbolicky v období konání nejstarší výstavy.

## Současnost
V současnosti (na počátku 21. století) se na lyském výstavišti koná průměrně 30 výstavních akcí do roka. Tradičně nejnavštěvovanější výstavní akcí je výstava zeleně, mechanizace, pěstitelství, květin, ekologie a zpracování výpěstků, Zemědělec.
Celková rozloha výstavního areálu činí 24 100 m². Z toho 9100 m² tvoří vnitřní výstavní plochy a zbytek venkovní dlážděné prostory.
Podle generálního partnera, soukromého subjektu Výstaviště Lysá nad Labem sro., je pojmenován místní šachový oddíl ŠK Výstaviště Lysá nad Labem, jenž působí v nejvyšší šachové soutěži družstev u nás, v České šachové extralize od roku 2010. Výstaviště také dlouhodobě podporuje obnovu místního hmotného kulturního dědictví. Z finančních prostředků organizace byly již například restaurovány sochy Lva a alegorie Října v zámeckém parku, či třeba skulptura svatého Jeronýma na ohradní zdi kostela sv. Jana Křtitele.

## Výstavy
| - Náš chovatel - Stavitel - Řemesla - Ligna Bohemia - Dveře, okna, schody - Zemědělec - Jezdecký festival - Jaro s koňmi - Elegance – Avantgarda - Narcis - Regiony České republiky - Natura Viva - Růžová zahrada - Lázeňský veletrh - Senior – Handicap: Aktivní život - Šikovné ruce našich seniorů - Květy | - Festival věštění - Domov a teplo - Polabský knižní veletrh - Jiřinkové slavnosti - Sklo, keramika, porcelán - Kůň - Náš chov - Národní holštýnský šampionát - Exotika - Kola - Rychlá kola - Pivní a vinné slavnosti - Chovatel - Polabské vánoční trhy - Mikulášské trhy - Stříbrné trhy - Zlaté trhy |  |

## Fotogalerie

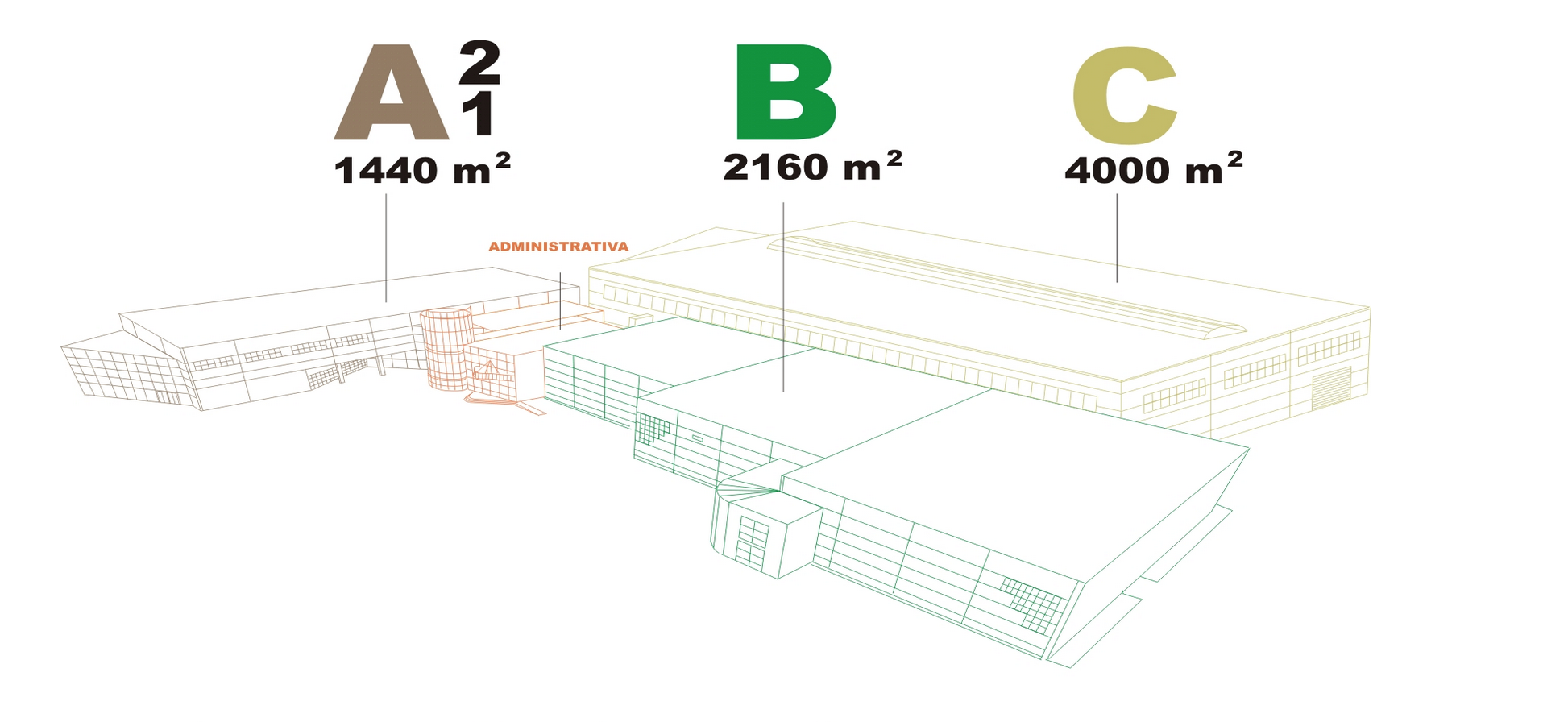
Plán areálu
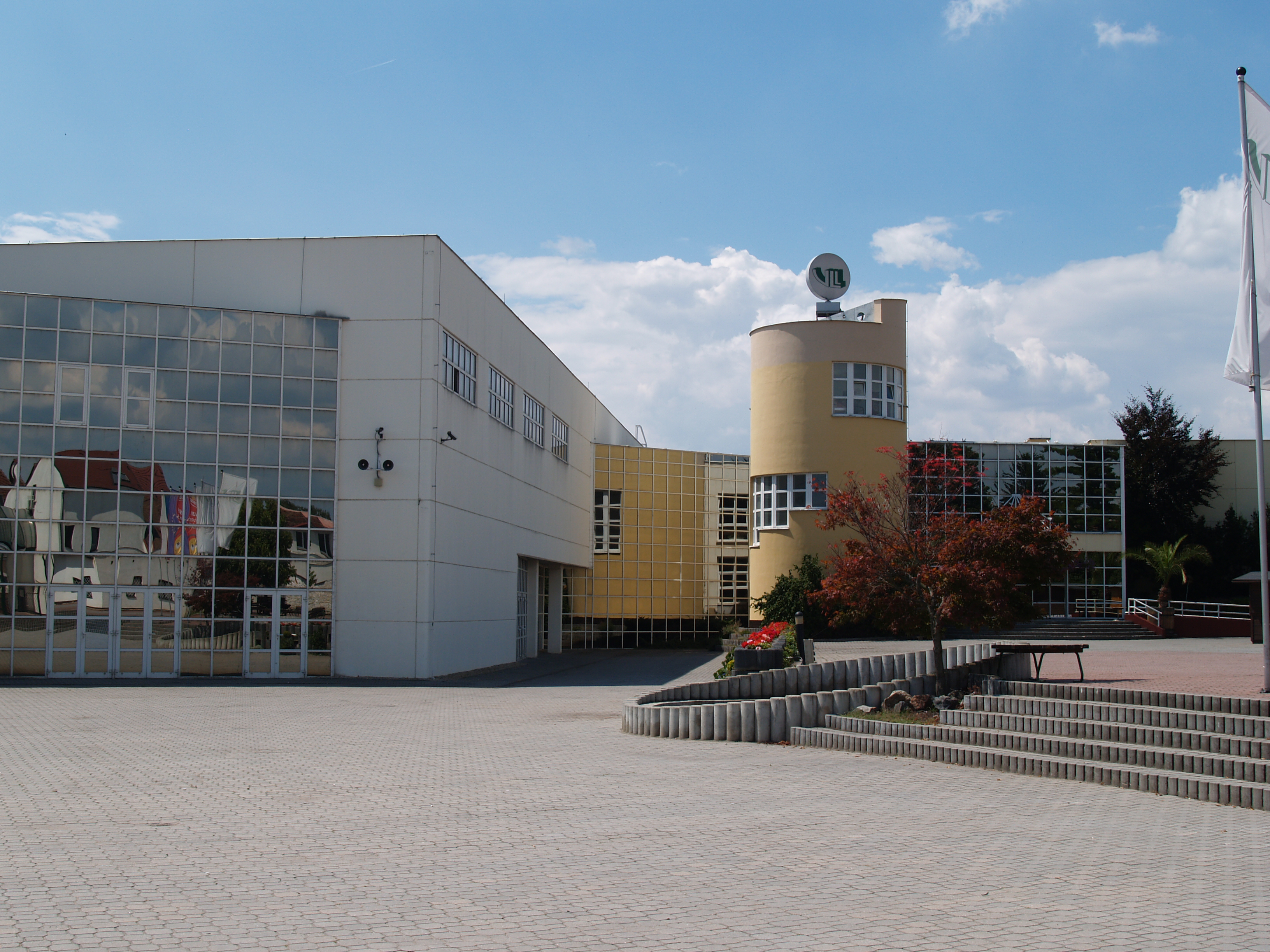
Pohled od vstupu z Masarykovy ulice.
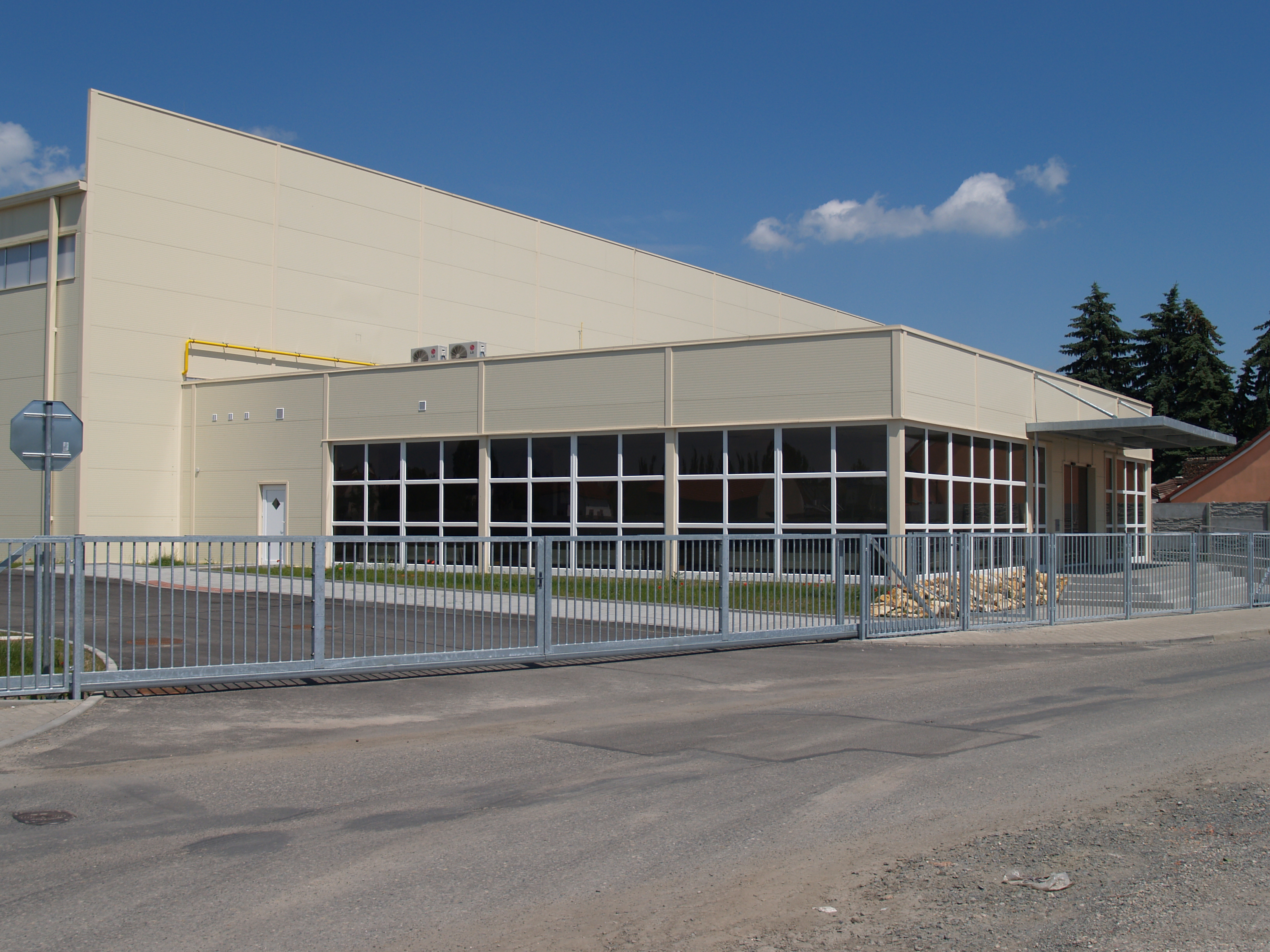
Vstup do Haly C.
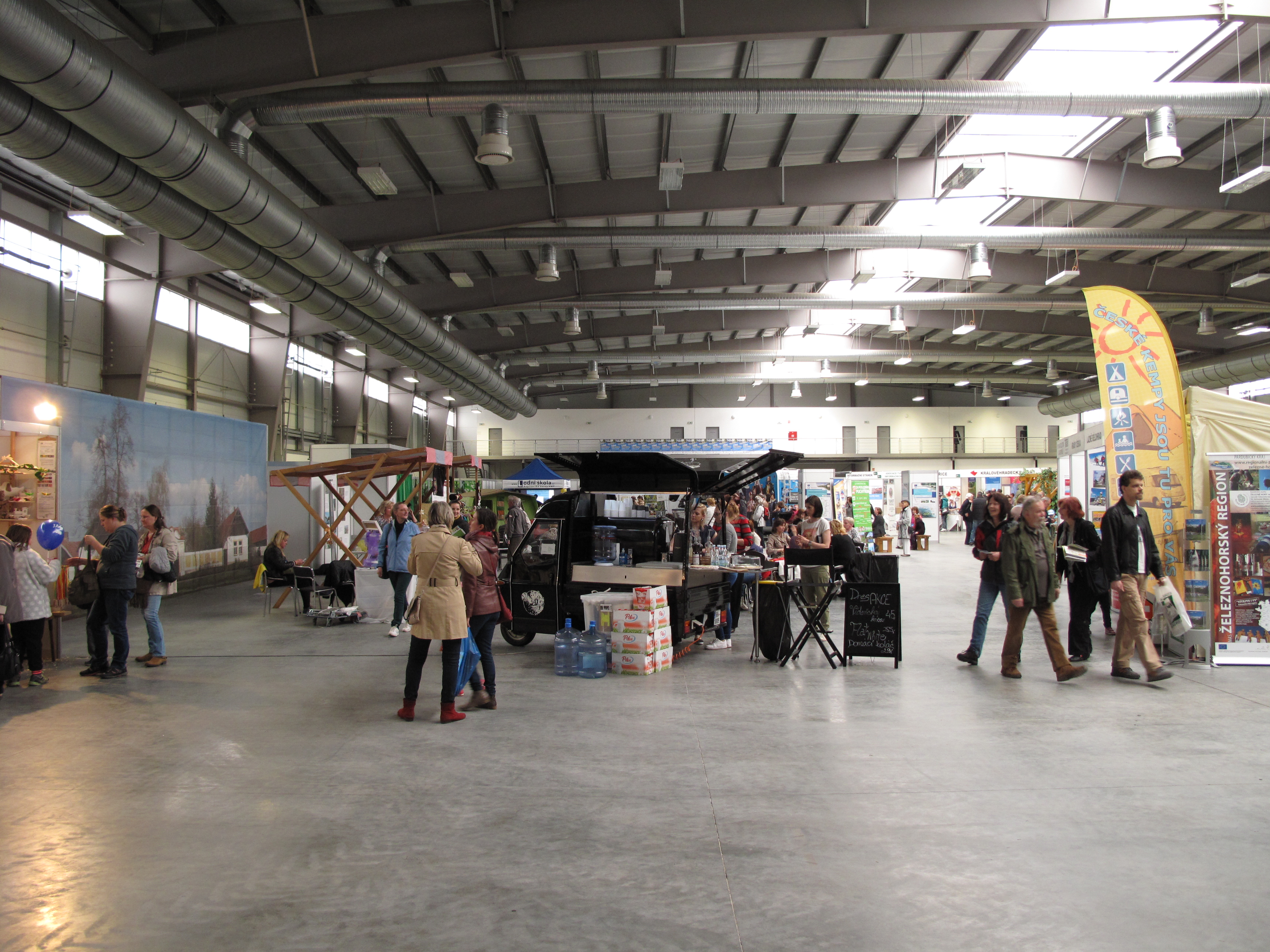
Výstava Regiony České republiky 2016

#### Prameny
- SOA NYMBURK — Výstaviště Lysá nad Labem
- VLL 1999–2017 – VÝSTAVIŠTĚ LYSÁ NAD LABEM: Kroniky Výstaviště Lysá nad Labem z let 1999–2017. Lysá nad Labem 1999–2017.